# Jüdischer Friedhof (Mediaș)
Koordinaten: 46° 9′ 26,3″ N, 24° 21′ 0,9″ O

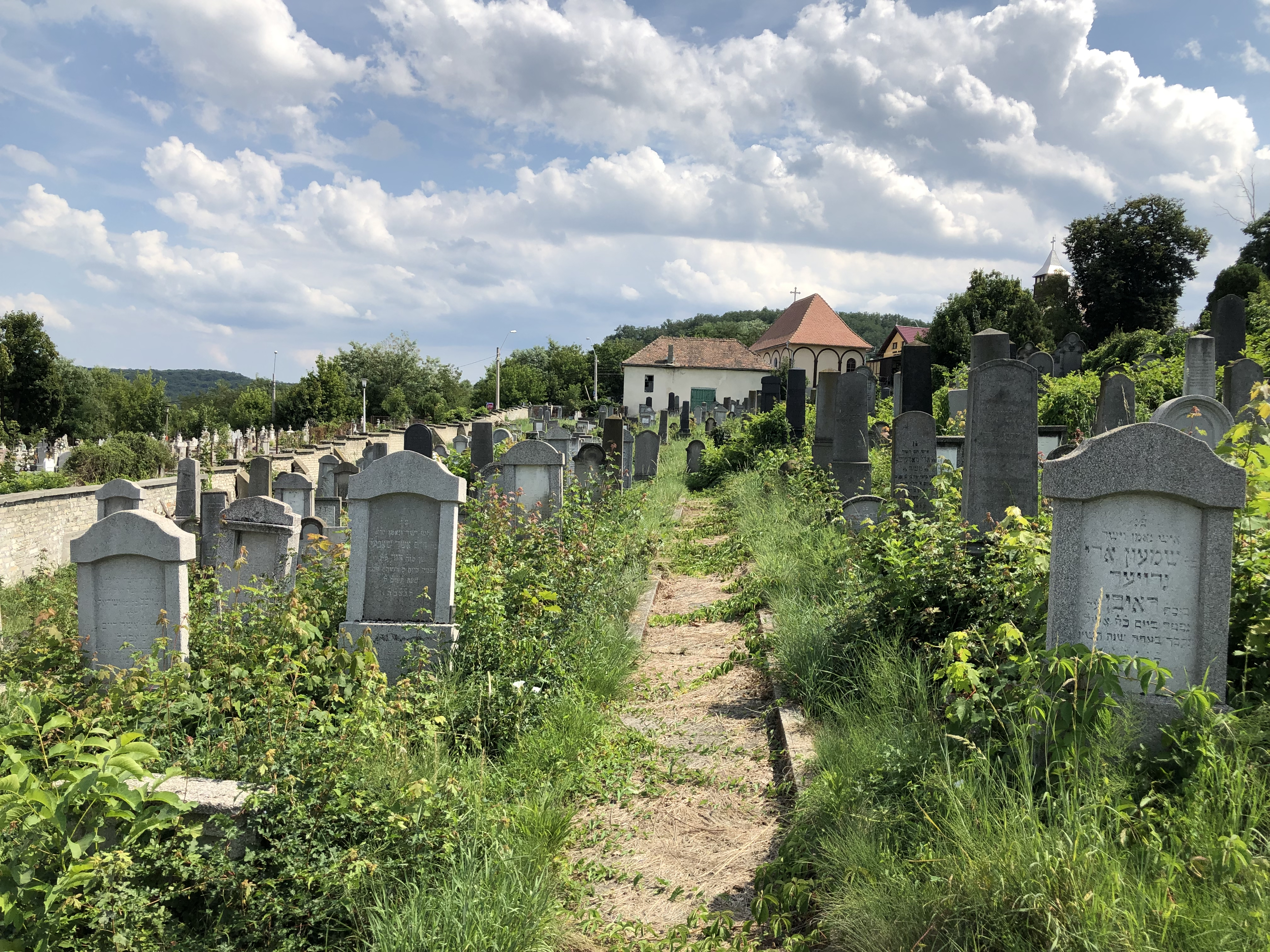
Jüdischer Friedhof Mediaș (2021)

Der Jüdische Friedhof Mediaș liegt in Mediaș (deutsch Mediasch), einer Stadt in Siebenbürgen im Kreis Sibiu in Zentralrumänien. Auf dem jüdischen Friedhof sind viele gut erhaltene Grabsteine vorhanden.